# Зиґмунт Казімєж Пйотровський
Зиґмунт Казімєж Пйотровський (нар. 6 лютого 1891, Тухув, пом. 1940) — польський політичний і громадський діяч, депутат Сейму ІІ Речі Посполитої 1-го, 2-го і 3-го скликань, історик соціалістичного руху та польської громади у США, один із головних організаторів Товариства робітничих університетів, жертва Катинського розстрілу.

## Біографія
Народився в бідній багатодітній родині, син залізничника. Із 1902 року навчався в 1-й неповній гімназії в Тарнові, а потім у Класичній неповній гімназії. Яна Длугоша в Новому Сончі. У 1910 році отримав атестат про закінчення середньої школи з відзнакою. Уже в молодшій школі був членом соціалістичної молодіжної організації «Промінь». Через брак коштів утримувався репетиторством.
У 1910 році розпочав навчання в Ягеллонському університеті, але не закінчив його. Будучи студентом, брав участь у заснуванні Народного університету в Новому Сончі. У 1912 році він поїхав до Чикаго. Працював там некваліфікованим робітником на меблевій фабриці. Опанувавши мову, він вступив до коледжу та університету у Валперейзо, Індіана.
Навесні 1915 року приєднався до редакції «Dziennik Ludowy». Він також був секретарем і спікером Польського народного університету в Чикаго та членом Асоціації польських соціалістів у Сполучених Штатах. Після початку Першої світової війни за дорученням АПС працював у місцевому Комітеті народної оборони та в редакції «Robotnik Polski». Він також був делегатом Центрального комітету національної оборони. Організував офіцерські курси. За наказом ген. Юзефа Галлера 11 січня 1919 року був призначений поручником Війська Польського.
Восени 1921 року, будучи генеральним секретарем Союзу польських соціалістів у США, повернувся до країни і вступив до Польської соціалістичної партії. Як посланець і спікер ПСП працював у Верхній Сілезії, потім, від зими 1922 р., на Познанщині та Помор'ї. У червні 1922 року став головою окружного робітничого комітету Польської соціалістичної партії в Познані, а в серпні — ОКР у Влоцлавеку.
На парламентських виборах 1922 р. був обраний за списком № 2 (ПСП) в окрузі № 10 (Влоцлавек). У сеймі першого терміну працював в освітньому комітеті. Він також був секретарем парламентського Союзу польських соціалістів.
Із 1923 р. був співзасновником і активістом Товариства робітничого університету. Спочатку він виконував обов'язки скарбника, а з 1934 року — генерального секретаря. Від ТУР брав участь у міжнародному конгресі з робітничої освіти в Оксфорді в 1924 році. У 1925 році він виступив як доповідач у Міжнародній робітничій школі у Швеції. У 1926—1931 роках був членом вищої ради Польської соціалістичної партії.
На парламентських виборах 1928 р. знову був обраний депутатом за списком № 2 (ПСП) у виборчому окрузі № 10 (Влоцлавек). У сеймі другого терміну був членом освітнього комітету та секретарем еміграційного комітету. Крім того, він був скарбником Парламентської асоціації польських соціалістів.
У квітні 1930 р. виїхав на кілька місяців до США як посланник ПСП до осередків польської діаспори. У 1931—34 — член Центрального партійного суду ПСП, із 1934 знову — член Верховної Ради ПСП. На парламентських виборах 1930 року він знову став депутатом від виборчого округу Влоцлавек. У сеймі третього терміну він знову увійшов до комісії освіти.
У 1930-х роках також був активним членом профспілки залізничників. Після смерті Казімєжа Качановського, у квітні 1937 року, він також очолив редакцію «Kolejarz Zwiedźkowiec». Він також був членом Головної управи Профспілки працівників сільського господарства Республіки Польща. 13 листопада 1937 року він входив до складу делегації ПСП, яка вручила президенту Республіки Польща Ігнацію Мосцицькому меморандум про зміну зовнішньої політики Польщі та повернення до демократичних форм правління.
Після початку Другої світової війни 6 вересня 1939 року він покинув Варшаву після радіозвернення полковника Романа Умястовського і пішки дійшов до Львова. Після агресії СРСР проти Польщі 17 вересня 1939 року заарештований НКВС Станіславівської області 3 жовтня 1939 року. За словами Адама Цьолкоша, його звільнили, а потім знову заарештували. Замордований в Україні навесні 1940 р., значиться у т. зв Українському Катинському списку. Похований на польському військовому кладовищі в Києві — Биківня, відкритому у 2012 році.
У 1933 році нагороджений Хрестом Незалежності.

## Деякі публікації
- Dziesięć lat pracy (1908—1918) Polskiego Uniwersytetu Ludowego w Chicago, Chicago 1919
- Ruch socjalistyczny w Ameryce, w: Księga Pamiątkowa PPS, Warszawa 1923
- Socjaliści w sejmie. Działalność Związku Parlamentarnego Polskich Socjalistów w ostatnich dwóch latach 1924—1925, Warszawa 1926
- Podstawy ideologiczne TUR, Warszawa 1936
- Państwo a wychowanie, Warszawa 1930

## Ушанування пам'яті
28 квітня 2009 року в рамках «Катинь… ми пам'ятаємо» / «Катинь… Щоб врятувати від забуття», на площі на вулиці Ігнація Дашинського в Тухуві посаджено Дуб пам'яті на честь Зигмунта Казимира Пйотровського.

## Виноски
1. ↑  Zygmunt Kazimierz Piotrowski
2. ↑  Sławomir Kalbarczyk. Ukraińska Lista Katyńska (PDF). Komentarze historyczne. Instytut Pamięci Narodowej: 55. Архів оригіналу (PDF) за 8 серпня 2014. Процитовано 25 жовтня 2023.
3. ↑  Sławomir Kalbarczyk: Ukraińska i białoruska lista katyńska [Архівовано 2016-03-05 у Wayback Machine.], [w:] Nasz Dziennik, 29 kwietnia 2011, Nr 99 (4030).
4. ↑  Katyńskie Dęby. tuchow.pl. Архів оригіналу за 9 грудня 2014. Процитовано 9 листопада 2023.
5. ↑  Tuchów – Dęby Katyńskie. miejscapamiecinarodowej.pl.